# 2017年澳門大停電
2017年8月23日，澳門受超強颱風天鴿正面吹襲期間而造成的大規模停電事故，事件是由於廣東省珠海市供澳電網在颱風正面吹襲期間受到嚴重破壞，加上部分供電設施在颱風期間帶來的猛烈大風及嚴重風暴潮水浸影響受損，導致澳門全境均受到影響。 

## 概述
2017年8月23日，颱風天鴿正面襲擊珠江口，地球物理氣象局於上午11時30分改掛十號風球，同時將風暴潮警告提升至黑色。 由於正值天文大潮和風暴潮疊加、在猛烈強風和大雨影響，澳門多個低窪地區均出現嚴重水浸。
2017年8月23日中午12時21分，中國南方電網旗下的220千伏珠海站、拱北站发生失压，導致輸澳電網供應中斷，位於廣東省珠海市南、北通道兩組的架空高壓電纜被摧毀，導致路環發電A廠及路環發電B廠受波及跳機，對澳門電力供應全面中斷；澳門電力隨後表示由於供電設施因水浸出現故障加上珠海市供電系統在颱風下出現故障，由於澳門八成以上電力由當地輸澳，導致澳門廣泛地區出現大規模停電。約1小時後，珠海市先後恢復對澳門的110千伏備用聯網供電和6回220千伏聯網供電，期間澳門電力供應僅維持有限度運作，僅向緊急部門、電訊網絡、媒體及供水公司等用戶優先恢復供電；隨後在同日近晚上7時起，珠海方宣佈由於供電額度限度關係，澳門恢復有限度供電。 由於輸澳電力供應維持有限度提供，民防行動中心一度呼籲市民節約用電，至於酒店及娛樂場所等只作基本安全供電，市面交通訊號燈及街燈亦受供電影響未能全面恢復運作。
2017年8月24日，經過澳珠雙方人員日以繼夜通宵搶修後，中國南方電網於當天凌晨5時30分左右完成220千伏国珠线断线修复，及後於上午9時全面恢復對澳門供電，約21.5萬戶恢復正常供電，但據當時估計約有4萬位處低窪地區的用戶未恢復正常供電並需作搶修。

## 影響
大停電期間，全澳通訊網絡、電視電台訊號及醫院服務等均受影響，自來水供應因受停電影響而一度中斷；部分低窪地區因變壓房受颱風帶來的嚴重風暴潮破壞受損，導致恢復供水或電力情況要延後約數天或一兩周後才恢復正常。

### 供電設施
由於低窪地區變壓房受颱風帶來的嚴重的陣風或風暴潮帶來的水浸造成不同程度的受損或破壞，特別是內港及筷子基等位處低窪地區之大廈電箱因受水浸影響受損無法正常供電，能源業發展辦公室一度表示直至2017年8月24日下午一度有3萬多戶未有電力供應，並爭取於當天能恢復有關地區用戶之供電。
2017年8月25日清晨起，部分低窪地區如筷子基和下環街一帶開始恢復部分電力供應，期間澳門電力派過百名人員對受損供電設備進行搶修。 截至當日下午4時，澳門電力表示停電客戶已經由逾25萬戶減少至3,700戶，部分變壓房因受嚴重水浸損毀導致需要較長的修復時間。能源業發展辦公室公佈截至當晚9時，全澳尚剩下14個變壓房仍正搶修中，合共2,400用戶尚未恢復供電，全澳約1,500個變壓房中有200多個受颱風及水浸破壞需作搶修。
2017年8月26日中午，能源業發展辦公室公佈全澳各受損的變壓房已全部修復，電網基本運作正常，但個別樓宇配電箱的制板或線路尚待修復，至於部分客戶的內部電力設施受到破壞有待澳門電力協助修復。
2017年8月27日和28日，民防行動中心及政府發言人辦公室均表示澳門水電供應已基本復常，受損的變壓房已完全修復；海事及水務局表示部分大廈未能恢復供水原因是內部水泵、電機等出現故障或損毁引致，已派澳門自來水人員跟進；能源業發展辦公室則表示澳電和政府組織的工程隊人員已向“三無”大廈住戶支援和修復。

### 供水服務
2017年8月23日下午，由於受大停電影響，澳門自來水宣佈旗下多座水廠生產受影響，全澳只能作有限度供水，又預告部分地勢較高的地區也可能出現水壓不足的情況。
2017年8月24日凌晨1時，路環水廠修復完畢，逐漸恢復供水。 路氹城及路環供水服務於凌晨5時許恢復。 由於供水服務部分仍有限度提供，澳門自來水一度在當天下午4時許表示在用水高峰期將出現水壓不穩定狀況，部分未恢復供水地區已派人搶修。 由於青洲水廠受嚴重風暴潮帶來的水浸影響受損未能恢復運作，供水方面只能靠新口岸大水塘和路環水廠，佔全澳每日供水量約60%。
2017年8月25日凌晨，青洲水廠部分水泵已修理完畢並開始試運行，部分一直停止供水的區域如筷子基、下環街、媽閣等低窪地區逐步恢復供水。 近中午時分，澳門自來水表示青洲水廠有一台水泵故障，又表示全澳自來水供應要在當天後的一兩天才完全恢復正常。 截至當天傍晚時分，澳門半島低窪地區、氹仔大部分地區已恢復供水，但部分地區仍出現水慢或停水情況。
2017年8月26日下午，全澳大部分地區已恢復供水，但由於部分地區仍因水壓不足未能供水，亦有高層大廈因大廈水泵浸毀未能供水入戶。 全澳公共供水服務直到2017年8月27日才全面恢復正常。

### 居民生活
自2017年8月23日中午起，全澳廣泛地區出現大規模停電，部分未受水浸影響地區於當天傍晚起陸續恢復供電。
由於部分大廈受水浸影響，設施受損導致未能恢復供水供電，升降機未能回復正常運作，部分社會團體自發安排義工前往行動不便受斷水斷電影響之弱勢人士送飲用水、食物、藥物等救災應急物質。 房屋局也安排人員上門向石排灣、青洲及筷子基區的社屋住戶繼續派水及乾糧，並瞭解住戶情況。
位於澳門半島的青洲自風災發生後斷水斷電斷氣超過4天，多幢社屋均受影響，由於社屋住戶以長者為主，對起居和出行造成不便，部分長者只能在街邊使用消防喉洗澡，甚至在街邊露宿過夜，經過日以繼夜搶修後最終在2017年8月27日恢復供電和供水。 但由於青泉樓社屋供電設施受水浸時間過長出現損壞，導致出現电力不稳和斷電的情況。

### 醫療服務
仁伯爵綜合醫院也受全澳大停電影響，醫院內所有建築電力供應中斷，一度啟動後備發電機以維持醫院基本服務運作。醫院電力供應於下午約3時宣佈已恢復，期間醫院內的醫療氣體系統、供水系統、消防系統、保安系統、部份影像科設備及空調系統受到影響，經重置後已恢復正常運行。
2017年8月24日，衛生局表示仁伯爵綜合醫院供電已回復正常，但供水方面因供應不足導致部份服務受到影響；鏡湖醫院和科大醫院通報供水不穩情況。衛生中心方面，海傍衛生中心因停電暫停服務，其他維持基本運作，但幾乎所有中心未能提供牙科服務。

### 通訊及廣播服務
澳門電力於2017年8月23日下午表示，受大停電影響，個別流動電信服務營運商的服務受到不同程度的影響。另外因水浸或停電雙重影響，固定電話服務、寬頻服務，以及澳門基本電視頻道亦受到影響，未受水浸影響的服務於電力恢復供應後陸續恢復。
大停電期間，網上一度流傳多間電訊公司機房水浸而電力中斷，相關電訊公司一度表示已啟動後備電源維持供電作有限度流動通訊服務，但估計網絡可營運時間只能維持2至3小時。 澳門電訊在大停電後隨即啟動後備電源為通訊服務有關設備供電，當時預計可維持3小時，但由於停電受影響範圍廣泛，所採用的後備電源電量將陸續耗盡；另外部分位處內港一帶的兩組分區機房受水浸影響而出現嚴重損毀，當時需要等待改掛較低風球及取消風暴潮警告後需要較長時間作搶修。 2017年8月25日晚上7時，澳門電訊宣佈所有機房已恢復正常供電，所有通訊服務於當天晚上12時恢復，但部分低窪地區之固網及互聯網寬頻服務仍受影響，部分大廈電話房仍有待維修。
澳門電台發射設備在風暴中受重創，葡文頻道因設備損毀被迫暫停廣播，中文頻道在大停電期間一度宣佈維持有限度廣播約3小時，澳廣視和地球物理暨氣象局網站一度癱瘓和沒法更新，澳廣視旗下的電視服務因受停電影響一度暫停廣播。

### 交通
2017年8月24日，由於部分曾經受嚴重水浸影響的地區尚未恢復供電供水，交通燈和路燈無法正常運作，交通事務局旗下的巴士報站App的實時到站資訊亦受影響。

### 酒店、博彩及旅遊業
2017年8月23日，有網民拍攝到部分酒店及娛樂場出現水浸和停電，一度使用後備發電機維持基本運作，在同日晚上全澳局部恢復供電後，酒店及娛樂場所等只作基本安全供電。
在風災後翌日（2017年8月24日），澳門葡京酒店及澳門新葡京酒店娛樂場因停水停電而要暫停營業，金沙中國旗下酒店及娛樂場設施仍受影響，受水浸和停電雙重影響下，多隻於香港交易所上市的濠賭股於當天下跌，五個賭牌營運商單日市值蒸發59.31億元。
由於酒店、賭場及公寓出現水電供應問題，加上災後多個旅遊景點或設施損壞情況嚴重，澳門旅遊局要求各旅行社於2017年8月25日起暫停安排旅行團訪澳，以騰出資源作救災工作。
2017年8月29日，隨著水電供應經搶修後陸續恢復、加上市面復常，澳門旅遊局經與業界商討後決定在2017年9月2日恢復接待赴澳旅行團。

### 生鮮食品供應
由於位於青洲的澳門屠場同樣受風災影響，水電供應同樣中斷，屠場生產線和運豬車輛受損較嚴重，相關設備有待維修，故此融合堂鮮肉行總商會會長謝健平於2017年8月25日表示最快於同年8月30日恢復鮮肉供應。
2017年8月26日，澳門屠宰場經搶修後已恢復水電，並得到業界借出凍肉車輛，由翌日起恢復運作，按安排先恢復活豬供應，而活牛則因車輛的調動問題，仍須暫停多一天。 但受到另一熱帶氣旋帕卡影響，氣象局一度在2017年8月27日的上午6時至下午1時改掛八號風球約7小時，活豬及活牛供應要延後至2017年8月28日才恢復正常。

### 事故報告
在颱風和停電雙重影響期間，截至2017年8月24 日下午4時30分，民防中心共收到432宗事故報告，其中被困電梯報告收到75宗。

## 後續

### 水電補貼
2017年8月25日，澳門基金會宣佈推出“水電補貼”向受停水停電影響的住戶發放每戶2千元補貼。 在水電補貼措施公佈後初期，一度有大批市民前往澳基會辦公地點現場進行查詢登記，隨後澳基會強調相關補貼將直接與專營公司聯繫，市民無需登記或申請。
2017年9月，澳門基金會表示，澳門電力將於10月份向受影響的住戶發放1,500澳門元電費補貼，而澳門自來水將於10月至11月份向受影響的住戶發放500元的水費補貼，有關的補貼將反映在住戶的帳單上。 支出方面，澳門基金會於2018年8月12日公佈“8.23風災特別援助計劃”援助支出詳情，在“水電補貼”方面，包括向21.1萬個「家居用水」類用戶提供500澳門元的水費補助，向21.5萬個「住宅」類住戶提供1,500元的電費補助，水電補助合共約4.3億澳門元。

### 多管齊下改善供電設施
據澳門電力統計在颱風天鴿襲澳期間超過300座中壓變壓房受到影響，部分水浸高度超過2米的供電設施亦在風災中嚴重受損，需進行更換和緊急維修，期間共更換214個變壓房的配電箱及線頭箱等低壓設備，並檢查、清潔、修理或更換4,197個線頭箱及102個配電箱。由2018年5月下旬起，澳電啟動升高低窪地區電力設備計劃，將部分住宅或大廈供電設施升高至一樓，以減低供電設施受水浸破壞的風險。 部分位處在低窪地區的變電站在颱風或暴雨期間安裝防水閘、加強密封電纜入口以及裝設抽水泵，至於位處在內港碼頭沿岸的變電站作出搬遷，以解決水浸風險問題和提供電力增容。
廣東省珠海市對澳門輸電網絡改善措施方面，500千伏主網電源由兩個增至三個、220千伏電線由原來的架空改為地下通道、興建連接廣東電網第三條220千伏輸電通道，以形成北、中、南三條220千伏輸電通道的互補格局。同時興建新天然氣機組作提升當澳門受極端天氣下的本地發電提升至五成、試行“低窪地區新建築物電力裝置的技術規範”、加強與珠海市電網的應急協調聯動機制等以應對極端天氣對澳門供電之影響。